# Éditions Lunatique
Pour l’article homonyme, voir Lunatique.
Les Éditions Lunatique sont une maison d'édition littéraire française. Fondées en février 2011 à Paris, elles sont basées à Vitré depuis 2013,

## Caractéristiques
La maison d'édition se veut indépendante, elle explore la littérature française sous toutes ses formes, du roman à la nouvelle (en recueil ou à l'unité, avec la collection 36e Deux Sous) : « du nostalgique, du comique, du poétique, du tragique, de l’onirique ». Son éditrice Pascale Goze revendique ses « coups de cœur » et son éclectisme ainsi que le caractère artisanal de son travail.
Mailles à l’envers de Marlène Tissot marque le démarrage de la maison. Le livre est sélectionné par le Festival du Premier Roman de Laval en 2013 et le Festival européen du Premier Roman de Kiel la même année pour représenter la France.
Le collège de Buchy de Jérémie Lefebvre, publié en 2015, est le livre le plus vendu du catalogue Lunatique. Le roman qui traite du harcèlement scolaire a, en effet, suscité la polémique et a rencontré un certain écho auprès du public.
Depuis 2016, la collection Parler debout investit le champ de l'essai littéraire, et la collection Dos au mur celui des livres illustrés destinés à la jeunesse.
Elle publie également la revue d'expression littéraire Le cafard hérétique.

## Auteurs édités
- Philippe Annocque
- Gilles Ascaso
- Violaine Bérot
- Régis Clinquart
- Antonin Crenn
- Sébastien Doubinsky
- Bernard Edelman
- Jérémie Lefebvre
- Jean-Claude Leroy
- Perrine Le Querrec
- Raymond Penblanc
- Benjamin Taïeb
- Marie Frering
- Marlène Tissot
- Michaël Uras
- Philippe Vourch